# 八角街

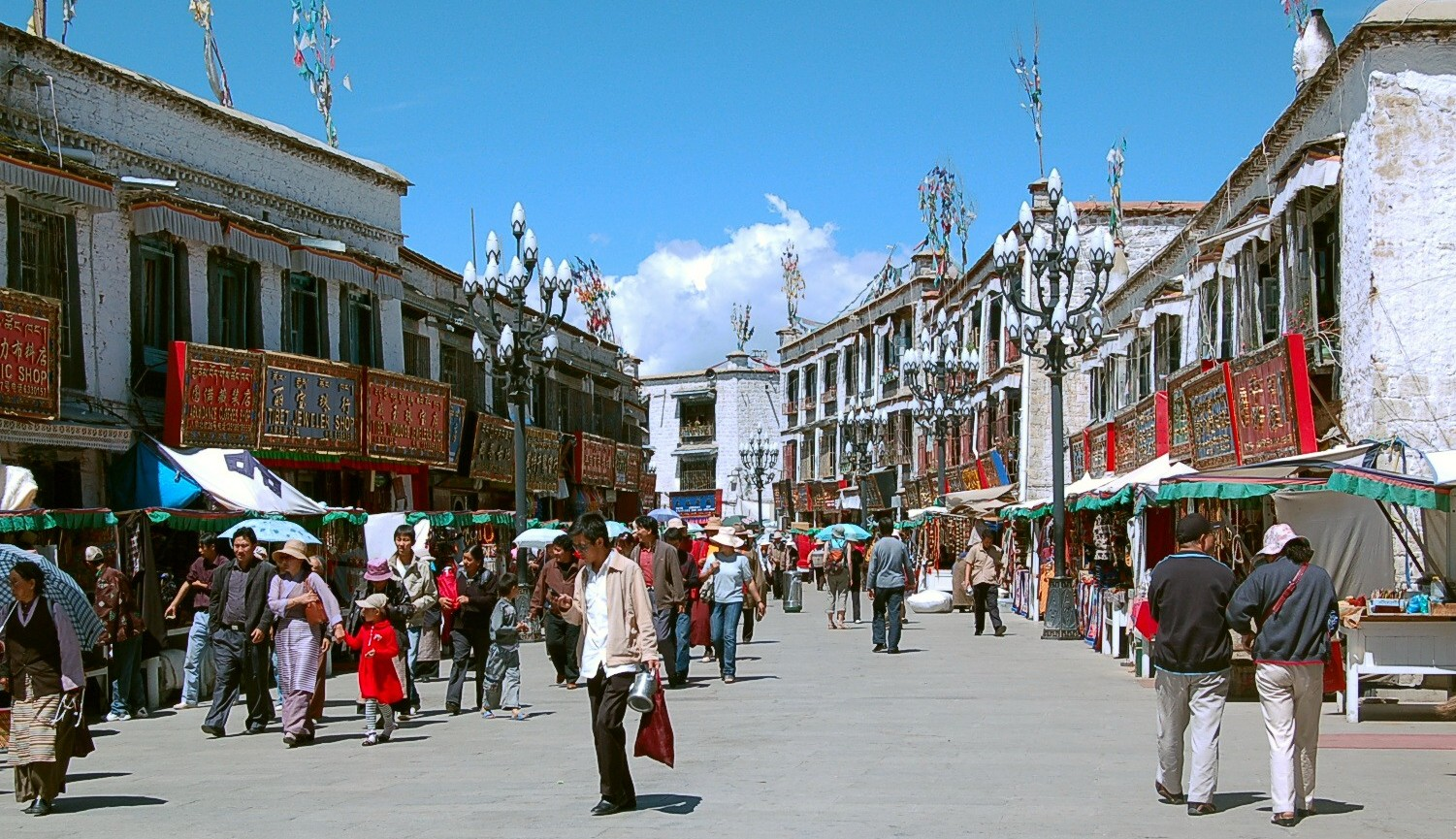
八角街（2007年）

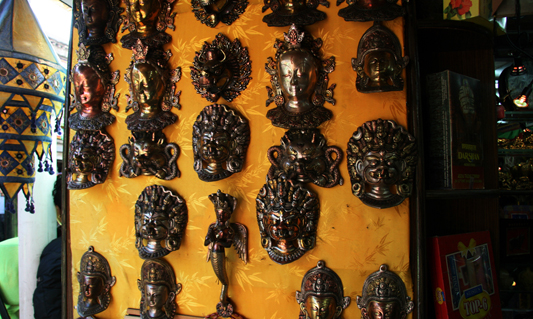
土産物のブロンズ製お面

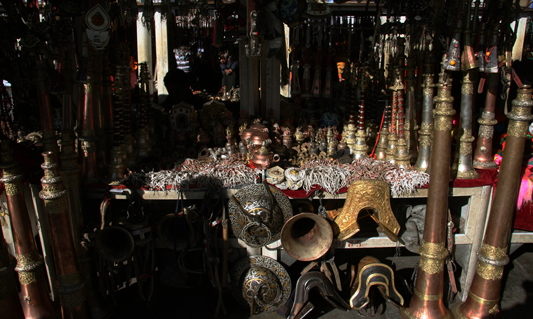
祭りや各種行事に欠かせない楽器道具

八角街、八廓街（バルコル、チベット文字：བར་སྐོར་; ワイリー方式：bar-skor; 蔵文拼音：Pargor）とは、中華人民共和国チベット自治区、ラサ市の旧市街地中心部にあるトゥルナン寺（ジョカン寺）を一周するショッピング街のことである。本来の漢字表記は「八廓」であり、「八角」という表記は四川の方言で「廓」と「角」の発音が近いことから広まった誤字である。
八角街の入り口はジョカン寺正門の右手にあって出口はちょうど左手にある。ショッピング街といえども、仏教の巡礼方式に則って進行は時計回り。いまこそ土産物の販売が中心となるショッピング街だが、1300年の間、チベット仏教の聖地であるジョカン寺に巡礼してくる大勢の人々の衣食や仏具などを提供する場所として盛んできた説から、今なお生きている最も古い商店会の一つといえるかもしれない。
2010年第1回「中国歴史文化名街」の1つに選定された。